# Спрингфилд (Вермонт)
Спри́нгфилд (англ. Springfield, «Весеннее поле») — город в округе Уинсор, штат Вермонт, США.

## География
Город, носящий одно из самых распространённых названий в США, расположен в юго-восточной части штата. Через Спрингфилд протекает река Блэк, имеющая в этом месте очень быстрое течение с каскадом из более чем пятидесяти водопадов (уклон составляет 167 метров на километр). Площадь города составляет 128,1 км², из которых 0,4 км² занимают открытые водные пространства. Через Спрингфилд проходят крупные автомагистрали I-91 и US 5. Город обслуживает аэропорт Hartness State Airport — самый старый аэропорт в штате.

## История
Территория нынешнего Спрингфилда была одним из Нью-Гэмпширских земельных участков. Город был основан у впадения реки Блэк в Коннектикут и признан губернатором Нью-Гэмпшира Беннингом Вентвортом 20 августа 1761 года. Благодаря быстротекущей реке Блэк Спрингфилд быстро стал так называемым «мельничным городом», и в настоящее время центр города расположен уже в шести километрах (по прямой) от устья Блэка. В 1774 году в городе открылась первая лесопилка. В 1888 году из Уинсора в Спрингфилд переехала промышленная компания Jones and Lamson Machine Tool Company (J&L) под руководством известного изобретателя и инженера Джеймса Хартнесса. Другой изобретатель, Эдвин Феллоус, основал свою компанию Fellows Gear Shaper Company здесь в 1896 году. В начале XX века в городе продолжили образовываться промышленно-производственные компании:  Bryant Chucking Grinder Company (1909), Lovejoy Tool, Springfield Telescope Makers (1920) старейшая в США компания по производству любительских телескопов.
Во время Второй мировой войны все предприятия города переключились на выполнение военных заказов, в связи с чем Спрингфилд (наряду с Уинсором) был поставлен Правительством на седьмое место в списке «Целей, бомбёжка которых противником наиболее вероятна».
В 2003 году в Спрингфилде открылась тюрьма Southern State Correctional Facility вместимостью 400 человек.
21 июля 2007 года в Спрингфилде прошла мировая премьера мультфильма «Симпсоны в кино»: вермонтскому городу пришлось побороться за это право с тринадцатью другими американскими Спрингфилдами.

## Демография
Население
- 2000 год — 9078 человек
- 2010 — 9373

Расовый состав
- белые — 97,6 %
- азиаты — 0,75 %
- негры и афроамериканцы — 0,25 %
- коренные американцы — 0,15 %
- уроженцы тихоокеанских островов или Гавайев — 0,05 %
- прочие расы — 0,2 %
- смешанные расы — 1,0 %
- латиноамериканцы — 0,7 %

Происхождение предков
- англичане — 16,1 %
- французы — 14,9 %
- ирландцы — 11,4 %
- франкоканадцы — 9,9 %
- коренные американцы — 7,6 %
- немцы — 7,4 %[6]

## Достопримечательности
- англ. Eureka Schoolhouse — однокомнатная школа, построенная в 1785 году — старейшее здание такого типа в штате. Работала до 1900 года, после чего была разобрана, а в 1968 году воссоздана из оригинальных материалов в пригороде Спрингфилда[7].
- Особняк Хартнесса[англ.] — построен в 1904 году[8].
- Обсерватория Стеллафейн[англ.] — построена в 1924 году[9].